# 1956年大韓民国大統領選挙
1956年大韓民国大統領選挙（1956ねんだいかんみんこくだいとうりょうせんきょ）は、第一共和国時代の大韓民国大統領と副大統領を選出するため1956年5月15日に行なわれた韓国の国政選挙である。なお、韓国では選挙回数を「第○回」ではなく「第○代」と表記するのが一般的である。

## 概要
1954年11月に国会で「四捨五入改憲」と後に呼ばれる憲法改正を実施し、大統領の再任制限を撤廃した自由党は、正大統領候補に李承晩、副大統領候補に李起鵬をそれぞれ候補者に指名した。候補指名に対し、李承晩は当初、「自分が3選することは民主主義に反するので、出馬しない」と声明を発表したが、これは李承晩本人の真意ではなかった。不出馬声明に動揺した自由党と警察は官民を動員して李承晩大統領の出馬を求める官製デモを組織し、李承晩は「民意により再出馬する」と声明を発表した。
一方、四捨五入改憲に反対した民主国民党を中心に反李承晩勢力が結集して結成された保守系の新党である民主党は、1956年3月28日に正大統領候補に申翼熙、副大統領候補に張勉を指名した。そして、民主党の結成過程で加入を拒否された曺奉岩と民主党参加を拒否した徐相日等の進歩主義勢力は、進歩党創立準備委員会を結成し、3月31日に大統領候補に曺奉岩を、副大統領候補に朴己出をそれぞれ指名した。これらの候補者以外にも李範奭等数名が立候補したが、実質的には自由党と民主党の一騎討ちの選挙戦となった。
民主党は選挙スローガンとして「もう生きられない（政権を）代えてみよう（韓国語表記：못살겠다. 갈아 보자、読み：モッサルゲッタガラボジャ）」とのスローガンを掲げ、ソウル特別市内を流れる漢江河川敷で行なわれた選挙演説会では30万を超える聴衆が参加するなど、警察や官吏による選挙妨害にかかわらず、ソウルなど大都市部を中心に李承晩の独裁政治に不満を頂いていた広範な国民からの支持を集め、政権交代は間近と見られていた。しかし、申翼熙大統領候補が全羅北道へ選挙遊説するために乗車していた列車の車中、脳溢血の発作を起こし急死（5月5日）したことで、李承晩大統領の再選は確実なものとなり、選挙の焦点は副大統領選挙に移ることになった。進歩党は申翼熙大統領候補の急逝を受け、朴己出副大統領候補を辞退させた。

## 選挙結果
- 投票日：1956年5月15日
- 投票率：94.4％[5]

### 正大統領選挙
| 当落 | 候補者           | 党派             | 得票数    | 得票率 (％) |
| ---- | ---------------- | ---------------- | --------- | ----------- |
| 当選 | 李承晩（이승만） | 自由党（자유당） | 5,046,437 | 55.7        |
|      | 曺奉岩（조봉암） | 無所属（무소속） | 2,163,808 | 23.9        |

民主党の申翼熙候補が急死したことで、自由党の李承晩が曺奉岩に大差をつけて当選したが、得票率は当初予測の8割台ではなく、5割台に留まった。これは、4年前の大統領選挙時より、20％以上下回る数字で、李承晩に対する国民反発が強かったことを示していた。その一方で、申翼熙への追悼票とされる185万票以上の無効票があり、ソウル特別市では李承晩の得票を上回った。進歩系の曺奉岩候補は出馬した前回の大統領選と比べて3倍近い得票を獲得し、健闘した。

### 副大統領選挙
当選者の張勉と次点の李起鵬のみ掲載。
| 当落 | 候補者           | 党派             | 得票数    | 得票率 (％) |
| ---- | ---------------- | ---------------- | --------- | ----------- |
| 当選 | 張勉（장면）     | 民主党（민주당） | 4,012,654 |             |
|      | 李起鵬（이기붕） | 自由党（자유당） | 3,805,502 |             |

副大統領選挙では、民主党の張勉が20万票あまりの僅差で自由党の李起鵬を下し、副大統領に当選した。そのため、正副大統領がそれぞれ、与野党別々の政党から選出されると言うねじれ現象となり、自由党の長期政権に対する国民の反発の強さが示される結果となった。